# Rock River Arms

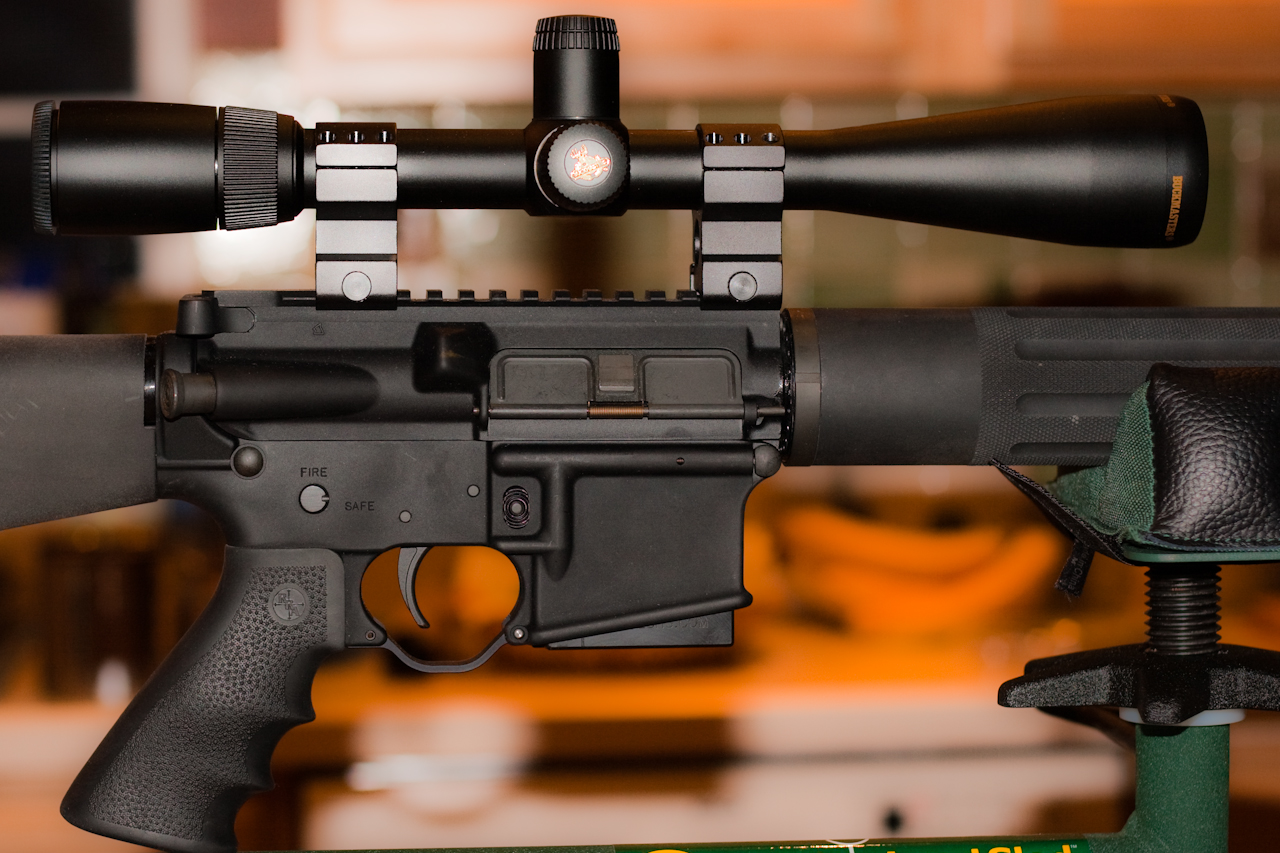
24 calowy front Rock River Arms Varmint A4 AR-15 z zamontowanym celownikiem Nikona Buckmasters 6-18х 40mm SF z siatką celowniczą Mil-Dot.

Rock River Arms Incorporated - przedsiębiorstwo produkujące broń palną, w tym popularne karabiny typu AR-15/M16, a także części i akcesoria do różnego rodzaju broni palnej. Przedsiębiorstwo ma siedzibę w Colona w stanie Illinois.

## Historia
Rock River Arms została założona przez braci Marka i Chucka Larsonów. W latach 1981-1991 bracia Larson pracowali w Springfield Armory, Inc., gdzie Mark pełnił funkcję szefa rusznikarzy. Po zakończeniu współpracy ze Springfield Armory bracia Larson rozpoczęli współpracę z Les Baer. Wspólnie założyli firmę Les Baer Custom i rozpoczęli produkcję na zamówienie pistoletów 1911. Po zakończeniu kooperacji z Les Baer w 1993 roku, bracia Larson rozpoczęli w  Coal Valley, Illinois, produkcję karabinów AR-15 na potrzeby Eagle Arms. Mniej więcej w tym samym czasie, rozpoczęło działalność ich własne przedsiębiorstwo Tolerance Plus (nazwa została następnie zmieniona na Rock River Arms), które zajmowało się produkcją robionych na zamówienie pistoletów 1911. Bracia zerwali współpracę z Eagle Arms w 1997 roku kiedy firma ta przeniosła się do Geneseo, Illinois. W tym samym okresie firma Rock River Arms rozpoczęła produkcję karabinów typu AR-15. Sporadycznie Rock River Arms produkowała pistolety oparte na schematach modelu M1911 jednak ostatecznie porzuciła tę linię produktów i skupiła się na wyłącznej produkcji karabinów typu AR-15.
W dniu 5 kwietnia 2013 roku w wieku 50 lat zmarł Mark Larson, jeden z braci założycieli oraz prezesów firmy.

## Współpraca ze służbami mundurowymi
W grudniu 2003 roku firma Rock River Arms wygrała przetarg na zakup minimum 5,000 karabinów LAR-15, w przeciągu 5 lat, dla amerykańskiej agencji rządowej Drug Enforcement Administration. Podczas testów wytrzymałości broni, firma Rock River Arms wyprzedziła 10 innych producentów broni. Na mocy zawartego kontraktu między Rock River Arms a DEA broń tego producenta uzyskały również inne agencje federalne, w tym Federalne Biuro Śledcze i United States Marshals Service.

## Lista produktów
- Seria RRA-X
  - LAR-15 X-1 Rifle / .223/5.56mm
  - LAR-8 X-1 Rifle / .308/7.62mm
  - LAR-6.8 X-1 Rifle / 6.8mm SPC
  - LAR-458 X-1 Rifle / .458 SOCOM
  - LAR-300 X-1 Rifle / .300 AAC Blackout
  - LAR-47 X-1 Rifle / 7.62x39mm
- Seria RRA- LAR 15
  - LAR-15 BTB Carbine
  - LAR-15LH LEF-T Models
  - LAR-15 X-Series X-1 Rifle
  - LAR-15 QMC Rifle
  - LAR-15 Lightweight CAR/MID/STD/XL
- Seria LAR-15LH 
  - LAR-15LH LEF-T Tactical Operator-L
  - LAR-15LH LEF-T CAR A4
  - LAR-15LH LEF-T Mid-Length A4
  - LAR-15LH LEF-T Standard A4
  - LAR-15LH LEF-T Predator Pursuit Rifle
- RRA LAR-15M
- RRA LAR-8 
  - LAR-8 X-Series X-1 Rifle
  - LAR-8 Mid-Length A4
  - LAR-8 Standard A4
  - LAR-8 Elite Operator
  - LAR-8 Standard Operator
- RRA LAR-6.8
  - LAR-6.8 X-Series X-1 Rifle
  - LAR-6.8 CAR A4
  - LAR-6.8 Mid-Length A4
  - LAR-6.8 Coyote Carbine
  - 6.8 SPC CAR A4 Upper Half
- RRA LAR-47
  - LAR-47 CAR A4
  - LAR-47 Delta Carbine
  - LAR-47 Tactical Comp
  - LAR-47 Coyote Carbine
  - LAR-47 X-1 Rifle

## Logo
W 2018 roku firma Rock River Arms dokonała zmian wizerunkowych. Zmianie uległo logo firmy. Wariant składający się z czarnego krzyża celowniczego i nazwy firmy zapisanej w kolorach niebieskim i czerwonym został zastąpiony przez białe logo. Składa się ono z białego celownika, akronimu oraz pełnej nazwy.